# Salaam Bombay!
Salaam Bombay! (Hindi सलाम बॉम्बे!) ist ein preisgekrönter Film über den Alltag von Kindern auf den Straßen Bombays (heute: Mumbai). Seine Premiere war am 13. September 1988 auf dem Toronto International Film Festival.
Der Film wurde in Mumbai und Maharashtra gedreht. Regie führte Mira Nair, die das Drehbuch mit Sooni Taraporevala schrieb, mit der sie eine lange kreative Zusammenarbeit verbindet. Der Film gewann den National Film Award als bester Film in Hindi, den National Board of Review Award als bester ausländischer Film, die Caméra d’Or, den Publikumspreis des Cannes Film Festival sowie drei Preise beim World Film Festival in Montreal. Der Film wurde für den Oscar als bester fremdsprachlicher Film nominiert und in die Liste der besten 1.000 Filme aller Zeiten („The Best 1,000 Movies Ever Made“) der New York Times aufgenommen.

## Handlung
Krishna zündet das Motorrad seines älteren Bruders an, weil er genug von dessen ständigen Schikanen hat. Das bringt ihm eine Menge Ärger mit seiner Mutter ein. Sie bringt ihn zum nahe gelegenen Apollo Circus und sagt ihm, dass er erst wieder nach Hause kommen darf, wenn er 500 Rupien verdient hat, um den Schaden am Motorrad zu begleichen. Krishna ist einverstanden und findet Arbeit beim Zirkus.
Eines Tages bittet sein Chef ihn, eine Besorgung zu machen. Doch als Krishna zurückkommt, ist der Zirkus abgereist. Nun ist er völlig auf sich allein gestellt. Er kann nirgendwo hin und hat keine Möglichkeit mehr, genügend Geld zu verdienen, um wieder nach Hause kommen zu können. Schließlich entschließt er sich, in die nächste Großstadt zu gehen – nach Mumbai (Bombay).
Bei seiner Ankunft wird Krishna seiner spärlichen Habseligkeiten beraubt. Er folgt den Dieben und freundet sich mit ihnen an. So gelangt er in Mumbais Rotlichtviertel Kamathipura entlang der Falkland Road in der Nähe der Grant Road Railway Station. Einer der Diebe, Chillum, ein drogenabhängiger Drogendealer, hilft Krishna, eine Arbeit beim Grant Road Tea Stall zu bekommen. Krishna bekommt einen neuen Namen, „Chaipau“, an den er sich schnell gewöhnt. Er möchte genügend Geld zusammenkratzen, um wieder zu seiner Mutter zurückkehren zu können. Jedoch findet er bald heraus, dass es fast unmöglich ist, in einer solchen Gegend, und mit den Menschen um ihn herum, Geld zu sparen. Zu allem Übel verliebt er sich auch noch in die junge Zwangsprostituierte Sola Saal. Er setzt ihren Raum in Brand und versucht mit ihr zu fliehen, doch beide werden geschnappt. Dies bringt Krishna eine Tracht Prügel ein und er verliert seinen Job.
Von nun an schlägt er sich mit Gelegenheitsjobs durch, damit er sich etwas zu essen leisten kann und um sich um Chillum zu kümmern, der ohne Drogen nicht leben kann. Um an mehr Geld zu kommen, rauben beide einen älteren Parsen aus, indem sie bei helllichtem Tag in dessen Haus einbrechen. Als sie eines Nachts von einem Job bei einer Hochzeitsfeier nach Hause gehen, werden Krishna und eine kleine Freundin von der Polizei geschnappt und in unterschiedliche Jugendheime gebracht. Schließlich flieht Krishna von dort und geht in seine Welt voller Drogendealer, Zuhälter und Prostituierten zurück. Im Affekt ersticht er einen Drogenhändler, sein weiteres Schicksal lässt der Film offen.

## Preise

### Auszeichnungen
- 1988: Cannes Film Festival: Publikumspreis und Caméra d’Or
- 1988: National Film Award für den besten Film auf Hindi
- 1988: National Film Award für den besten Kinderdarsteller: Shafiq Syed[3]
- 1988: National Board of Review Awards: Bester ausländischer Film
- 1988: Lillian Gish Award: „Excellence in Feature Film“, Los Angeles Women in Film Festival (zusammen mit Elysium)
- 1988: Jury Prize beim World Film Festival (Montreal) zusammen mit The Dawning
- 1988: Most Popular Film beim World Film Festival
- 1988: Prize of the Ecumenical Jury beim World Film Festival

### Nominierungen
- 1989: Oscar für den besten fremdsprachigen Film
- 1990: British Academy Film Award für den besten nicht-englischsprachigen Film
- 1989: César für den besten ausländischen Film
- 1990: Filmfare Award für die beste Regie
- 1989: Golden Globe Award für den besten fremdsprachigen Film

## Produktion
Die meisten der Jungdarsteller in Salaam Bombay! waren tatsächlich Straßenkinder. Sie erhielten ein Schauspieltraining in einem Extra-Workshop in Mumbai, bevor sie vor die Kamera traten. 1989 gründete die Regisseurin Mira Nair die Organisation Salaam Baalak Trust, um die Kinder, die im Film vorkommen, wieder in die Gesellschaft einzugliedern. Den meisten von ihnen konnte schließlich geholfen werden. Der Salaam Baalak Trust existiert noch immer und fördert Hilfsmaßnahmen für Straßenkinder in Mumbai/Bombay, Delhi und Bhubaneshwar. Shafiq Syed, der im Film die Rolle von Krishna spielt, hat drei Kinder und verdiente später seinen Lebensunterhalt als Autorikscha-Fahrer in Bangalore.